# Bettes
Bettes è un comune francese di 72 abitanti situato nel dipartimento degli Alti Pirenei nella regione dell'Occitania.

## Società

### Evoluzione demografica
Abitanti censiti